# Viljais gård, Rimito
Viljais gård (finska Viljainen) är en gård i Rimito (Nådendal) i Egentliga Finland. Den har ett medeltida ursprung och hör till de gårdslän som anlades vid Norrfinlands kust under 1200- och 1300-talet.
Viljais är ett medeltida gårdslän anlagt på södra stranden av ön Otava och norr om sundet Ruokorauma som ännu på medeltiden skilde Otava från Rimito kyrkland. Till gårdslänet hörde från öster Pornais (finska Pornainen) Viljais, Stora Poiko (finska Poikko), Autis (finska Autuinen) och Lilla Poiko (finska Metsäpoikko).  Gårdslänet tillhörde väpnaren Gödeke Fincke (äldre ätten, 1439-1447). Möjligen hade hans morfar Fincke, Bo Jonssons sven, också ägt gårdslänet. Denne hade 1381 såsom inflyttad till Finland fått frälse för sina gods i Åbo stift.
Gårdslänets upplösning inleddes i mitten av 1400-talet då sonen Jeppe Fincke, som hade en karriär i Sverige, sålde sitt förhandsarv, dvs. fyra hemman i Poiko by till sin syster Annas man, häradshövdingen i Pikis, väpnaren Sten Henriksson (Renhuvud) (1447-1490). Genom tilläggsköp gjorde denne Poiko till sin sätesgård.
Resten av gårdslänet delades 1473 mellan övriga arvingar. Huvudgården Viljais delades mellan systrarna Elseby och Elin så att Elsebys arvingar fick den västra delen med gårdens byggnader medan Elins arvingar fick den östra delen av gården. Pornais Ylistalo gick till Elseby medan Pornais Alistalo och Autis gick till systern Anna.
Huvuddelen av Viljais med Pornais Ylistalo ärvdes inom Villnäs-grenen av ätten Fleming och ätten Stålarm till Hebla Stålarm (ca 1640-1658). Till hennes arv hörde också Autis och Lilla Poiko.
Elins hälft av Viljais ärvdes inom den yngre ätten Fincke till Brita Gödiksdotter Fincke (ca 1564-1580).
Anna Finckes andel av arvet, Stora Poiko, Pornais Alistalo och Autis ärvdes inom ätten Renhuvud och borgarsläkten Muurla. Ett äktenskap mellan borgaren i Åbo Mårten Johansson och den ovan nämnda Brita Gödiksdotter Fincke förenade åtminstone delar av Stora Poiko och Viljais med varandra. Vid arvsuppgörelsen efter Brita gick godsen i Rimito till hennes systerdotter Hebla Eriksdotter Slang och i ätterna Slang och Boije till den ovannämnda Hebla Stålarm.
Genom Hebla Stålarms äktenskap med Claes Beurraeus och under deras dotter Sofias äktenskap med överstelöjtnanten Erik Boije var större delen av det gamla gårdslänet förenat igen. År 1692 gick det dock förlorat som pantlän till vice presidenten vid Åbo hovrätt Lars Brommenstedt. Efter 1735 spreds pantlänet genom försäljning på olika ägare.
På Viljais gårdstun stod 1473 stenkällare som grund för gårdens byggnader. Av dessa återstår stengrunden under bodlängan. På Stora Poiko fanns 1669 ett stenhus. Under flygelbyggnaden finns en troligen medeltida källare.